# Nils Silfverskiöld (1635–1702)
Nils Silfwerskiöld, före adlandet Hyltenius, född 18 januari 1635 i Ölmstads prästgård i Småland, död 11 januari 1702, var en svensk universitetslärare och rättslärd. 
Efter att ha blivit student vid Uppsala universitet 1653 blev Silfverskiöld filosofie magister där i slutet av 1650-talet. Under någon tid (1664–1665) var han handsekreterare hos hertig av Stegeborg, Adolf Johan och gjorde därefter vidlyftiga studieresor i Tyskland, Holland och England. Från dessa hemkallades han vid Lunds universitets stiftelse (1667) för att ta emot den ena av de båda lärostolarna i juridiska fakulteten. Utom sitt lärarkall måste han för en tid (1668) åta sig akademisekreterarebefattningen jämte flera andra uppdrag för universitetets ekonomiska förvaltning.
Silfverskiöld förordnades vid professor Nils Beckmans avsättning 1673 att, vid sidan av sin egen professur, förestå lärostolen i romersk rätt. Han innehade sedan denna dubbla lärarbefattning, som vid den tiden innefattade hela den juridiska fakulteten, till 1687, då han från den begärde entledigande. 
När hans måg och efterträdare Gjedde-Ehrenborg 1700 avgått med döden, sökte Silfverskiöld och erhöll för andra gången den professur. Han fick likväl inte stanna länge på denna återförvärvade plats på grund av sitt snart stundade frånfälle. 
Enligt alla samtidas intyg ägde Silfverskiöld en sällsynt duglighet både som lärare och ämbetsman. Tidigt bemärkt såväl av förmyndarstyrelsen som av Karl XI användes han i flera administrativa värv och spelade en betydande roll vid förhandlingarna efter freden i Lund 1679. 
Hans medborgerliga förtjänster belönades 1686 med adelsbrev, då han kallade sig Silfwerskiöld.
Hans föräldrar var kyrkoherden Andreas Hyltenius och Anna Gahm. Han gifte sig första gången 1671 med Abela von Kempften och andra gången 1680 med Juliana Sigrid Gripenflycht. Han var far till landshövdingen Nils Silfverskiöld (1674–1753).